# エルマール・ガシモフ
エルマール・ガシモフ（Elmar Gasimov 1990年11月2日- ）は、アゼルバイジャンのアブシェロン半島出身の柔道選手。階級は100kg級。身長188cm。得意技は肩車。主に後の先で繰り出す小外掛も非常に得意である。

## 人物
2009年の世界選手権100kg級では伏兵ながら3回戦で日本の穴井隆将を破るなどして5位になった。U23ヨーロッパ選手権では優勝するも、世界ジュニアでは5位に終わった。2012年のヨーロッパ選手権では3位になった。ロンドンオリンピックでは初戦で世界チャンピオンのマクシム・ラコフを破る健闘を見せるも7位にとどまった。2013年のワールドマスターズで3位になった。2014年のヨーロッパ選手権では3位、グランドスラム・チュメニでは優勝した。2015年には グランプリ・トビリシとグランプリ・サムスンで優勝、地元のグランドスラム・バクーでは2位だったものの、ワールドマスターズでは世界チャンピオンであるチェコのルカシュ・クルパレクを技ありで破って優勝した。2016年にはワールドマスターズで2連覇を飾った。世界ランキング1位で迎えたリオデジャネイロオリンピックでは初戦でロンドンオリンピック金メダリストのロシアのタギル・ハイブラエフを破ったが、決勝ではクルパレクに一本負けを喫して銀メダルに終わった。2017年の世界選手権では準決勝で日本のウルフ・アロンに敗れたが3位になった。

## 主な戦績
- 2008年 - 世界ジュニア　7位(90kg級)
- 2009年 - 世界選手権　5位
- 2009年 - U23ヨーロッパ選手権　優勝
- 2009年 - 世界ジュニア　5位
- 2010年 - 世界選手権　7位
- 2011年 - ワールドマスターズ　5位
- 2011年 - ワールドカップ・サンパウロ　3位
- 2011年 - ワールドカップ・タシュケント　3位
- 2012年 - ヨーロッパ選手権　3位
- 2012年 - ロンドンオリンピック　7位
- 2013年 - グランプリ・サムスン　3位
- 2013年 - ヨーロッパ選手権　5位
- 2013年 - グランドスラム・バクー　3位
- 2013年 - ワールドマスターズ　3位
- 2014年 - グランプリ・トビリシ　3位
- 2014年 - ヨーロッパ選手権　3位
- 2014年 - グランプリ・ブダペスト　3位
- 2014年 - グランドスラム・チュメニ　優勝
- 2015年 - グランプリ・トビリシ　優勝
- 2015年 - グランプリ・サムスン　優勝
- 2015年 - グランドスラム・バクー　2位
- 2015年 - ワールドマスターズ　優勝
- 2015年 - グランプリ・青島　3位
- 2015年 - グランプリ・チェジュ　3位
- 2015年 - グランドスラム・東京　3位
- 2016年 - ヨーロッパ選手権　5位
- 2016年 -　ワールドマスターズ　優勝
- 2016年 -　リオデジャネイロオリンピック 2位
- 2017年 -　グランドスラム・バクー 2位
- 2017年 - イスラム諸国連帯競技大会　2位
- 2017年 -　世界選手権　3位
- 2018年 - ヨーロッパオープン・ミンスク　優勝
- 2018年 -　グランドスラム・アブダビ　2位
- 2018年 - グランプリ・タシュケント　優勝
- 2019年 - グランプリ・アンタルヤ　3位
- 2019年 - 世界選手権　5位
- 2019年 - グランドスラム・大阪　2位
- 2020年 -　グランドスラム・デュッセルドルフ　3位
- 2022年 -　グランドスラム・アンタルヤ　3位

(出典、JudoInside.com)